# Buguias
Buguias (Bayan ng Buguias) är en kommun i Filippinerna. Kommunen ligger på ön Luzon, och tillhör provinsen Benguet. Folkmängden uppgår till 33 177 invånare.
Buguias är indelat i 14 barangayer.

### Allmänna källor
- Quick Tables: List of Municipalities
- Population and Housing